# Brulleia chaoi
Brulleia chaoi är en stekelart som beskrevs av Chen och He 1993. Brulleia chaoi ingår i släktet Brulleia och familjen bracksteklar. Inga underarter finns listade.